# Segno di zecca

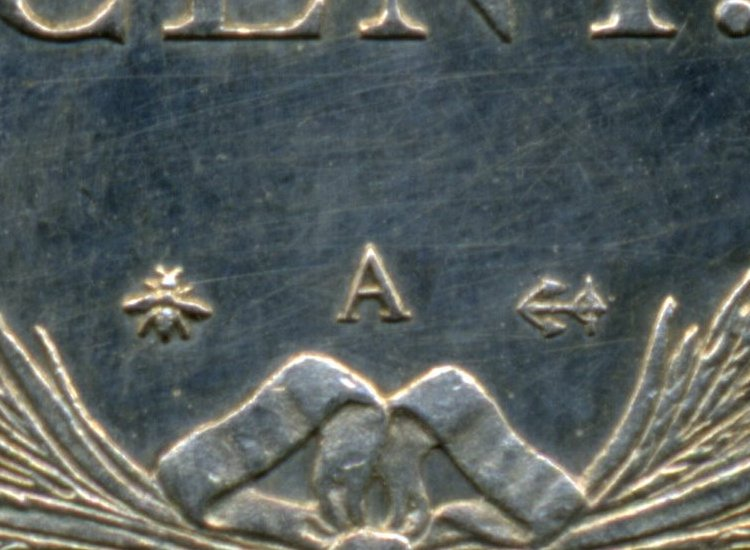
Segno di zecca (A) della zecca di Parigi (Monnaie de Paris). L'ape a sinistra indica il responsabile, Renouard De Bussière, e l'ancora sulla destra indica Auguste Barre, incisore generale. Su una moneta da 20 Cent della Cocincina del 1879.

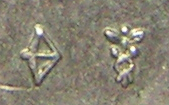
Simboli su una moneta olandese: a destra un caduceo alato, segno della zecca di Utrecht, la Koninklijke Nederlandse Munt. A sinistra un arco con freccia indica il responsabile, van Draanen.

Il segno di zecca è un'iscrizione o un piccolo disegno posto su una moneta che indica la zecca dove la moneta è stata coniata.

## Storia
I segni di zecca sono stati sviluppati in principio per localizzare un problema. Se una moneta era sottopeso o sovrappeso, il segno della zecca avrebbe potuto individuare dove la moneta fosse stata coniata, e si sarebbe potuto localizzare e correggere il problema. Un altro caso che si sarebbe potuto verificare era quello di un funzionario di zecca disonesto che avesse svilito la moneta, o messo meno metallo prezioso rispetto a quanto dovuto. I primi segni di zecca, chiamati anche "marchi del magistrato" sono state sviluppate dai greci e indicavano il magistrato monetario responsabile della produzione di quella moneta. Svilire una moneta, o comunque la sua manomissione, era un reato molto grave, spesso punibile, in molte civiltà, con la morte. Per esempio, nel 1649, i dirigenti della zecca coloniale spagnola americana di Potosí, in quella che oggi è la Bolivia, furono condannati a morte per aver svilito gravemente la moneta. Le iniziali del saggiatore, nonché il marchio della zecca permisero l'immediata identificazione quando le monete furono ispezionate.

## Segni di zecca e collezionismo di monete
Nel XIX secolo i collezionisti di monete non le raggruppavano tenendo presente il segno di zecca; cercavano invece di avere un insieme completo per quello che riguarda le date. Ci fu un cambiamento, nel 1893, quando  A. G. Heaton pubblicò il suo  "A Treatise on Coinage of the United States Branch Mints".
Heaton citò molti esempi di monete con segni di zecca più rari rispetto a quelli battuti a  Philadelphia e che avrebbero dovuto avere una valutazione economica più elevata.
Quando gli Stati Uniti abbandonarono nel 1964 la monetazione in argento, i segni di zecca furono tolti nelle nuove monete in cupronickel, pensando che questo avrebbe ridotto il ritiro dalla circolazione da parte dei collezionisti. Le monete d'argento infatti sparirono rapidamente dalla circolazione, si temeva che, se i collezionisti avessero messe da parte troppe delle nuove monete, ci sarebbe stato un serio problema di disponibilità di monete circolanti. I segni di zecca tornarono nelle monete statunitensi nel 1968.

## Esempi
Nei primi anni del Regno d'Italia, quando il nuovo stato ereditò le zecche preesistenti, i segni di zecca utilizzati furono le iniziali delle città: T per Torino, R per Roma, M per Milano, F per Firenze, N per Napoli, B per Bologna. In precedenza coniarono anche altre città tra cui Genova che usava come segno di zecca un'ancoretta, e Venezia che usava la lettera V.
La moneta da 10 centesimi battuta dal 1862 al 1867 fu coniata anche fuori dal Regno nelle zecche di Strasburgo indicata da OM, di Birmingham con una H, Parigi e Bruxelles, entrambe prive di segni di Zecca.
Dopo il 1890, in Italia, rimase solo la zecca di Roma ad emettere moneta ma tuttavia il segno di zecca è stato comunque utilizzato salvo rari casi e anche le monete in euro battute in Italia lo riportano (una piccola R).
Anche negli Stati Uniti i segni di zecca utilizzati vengono dall'iniziale della città che ospita le differenti zecche: P per la Philadelphia Mint, D per Denver Mint, S per San Francisco Mint e W per West Point Mint.  In passato sono stati utilizzati CC per Carson City Mint, C per Charlotte Mint, D per Dahlonega Mint e O per New Orleans Mint.
Molti altri stati come l'Italia e gli Stati Uniti usano come segno di zecca l'iniziale della città, tuttavia questa prassi non è universale. La Germania usa A per Berlino, D per Monaco, E per Muldenhutten, F per Stoccarda, G per Karlsruhe e J per Amburgo.
Molte zecche usano anziché una lettera un piccolo disegno. La Royal Canadian Mint in genere usa una 
foglia d'acero. La Monnaie de Paris oltre alla lettera A che distingue la zecca, usa anche un simbolo che indica il responsabile: torcia, cornucopia, o lampo.
Molte monete  islamiche portano un'indicazione della zecca, spesso il nome per esteso della città in alfabeto arabo.